# Веломоторс
Хо́лдинг «Веломо́торс» («Velomotors») — российская машиностроительная компания, крупный российский производитель велосипедов, квадроциклов, снегоходов и комплектующих к ним под торговой маркой STELS и Десна.

## История

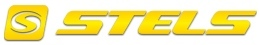
Логотип торговой марки «STELS»

Первый завод «Веломоторс» был построен в Кубинке (Одинцовский район Московской области) в 2003 году.
В конце 2006 года совместно с фирмой «Велотранс» был заложен второй завод в станице Крыловская Краснодарского края. В 2008 году началось строительство третьего завода в Белоярском районе Свердловской области.
В 2008 году был куплен Жуковский мотовелозавод, советский завод велосипедов полного цикла, на котором производились велосипеды «Десна». На заводе был модернизирован сварочный цех по изготовлению рам для мотовездеходов. Построен новых цех с двумя сборочными конвейерами: один для мотоциклов и скутеров, второй для квадроциклов. Был запущен полный цикл производства велосипедных рам (от заготовки до финишной покраски), конвейер по сборке велосипедов.
В 2009 году компанией налажен выпуск квадроциклов по лицензиям азиатских компаний (Buyang, Kazuma и Dinli).

## Собственники и руководство
40 % уставного капитала компании принадлежит Александру Начевкину, 30 % — его брату Юрию Начевкину, и ещё 30 % их партнёру — Игорю Иванову.

## Деятельность
Компании принадлежит три действующих завода. Первый в подмосковной Кубинке площадью более 12 000 м². Для сборки продукции используются автоматизированные конвейерные линии. Сборка колес выполняется с помощью современных роботов. Второй в Станице Крыловская, Краснодарского края площадью 35 000 м². Третий в г. Жуковка, Брянской области, 120 000 м² является крупнейшим машиностроительным заводом выпускающим квадроциклы, мотовездеходы, снегоболотоходы и снегоходы.
В 2007 компанией было выпущено 987 тыс. единиц техники (включая велосипеды и мотороллеры) велосипедов под маркой STELS. Выручка «Веломоторса» в 2007 году составила 2,8 млрд руб. (в 2006 году — 2,1 млрд руб.).. В 2010 году, несмотря на кризис, компания произвела 1 млн 700 тыс. велосипедов. Согласно сведениям, сообщаемым на официальном сайте компании, она является крупнейшим производителем велосипедов в Европе.

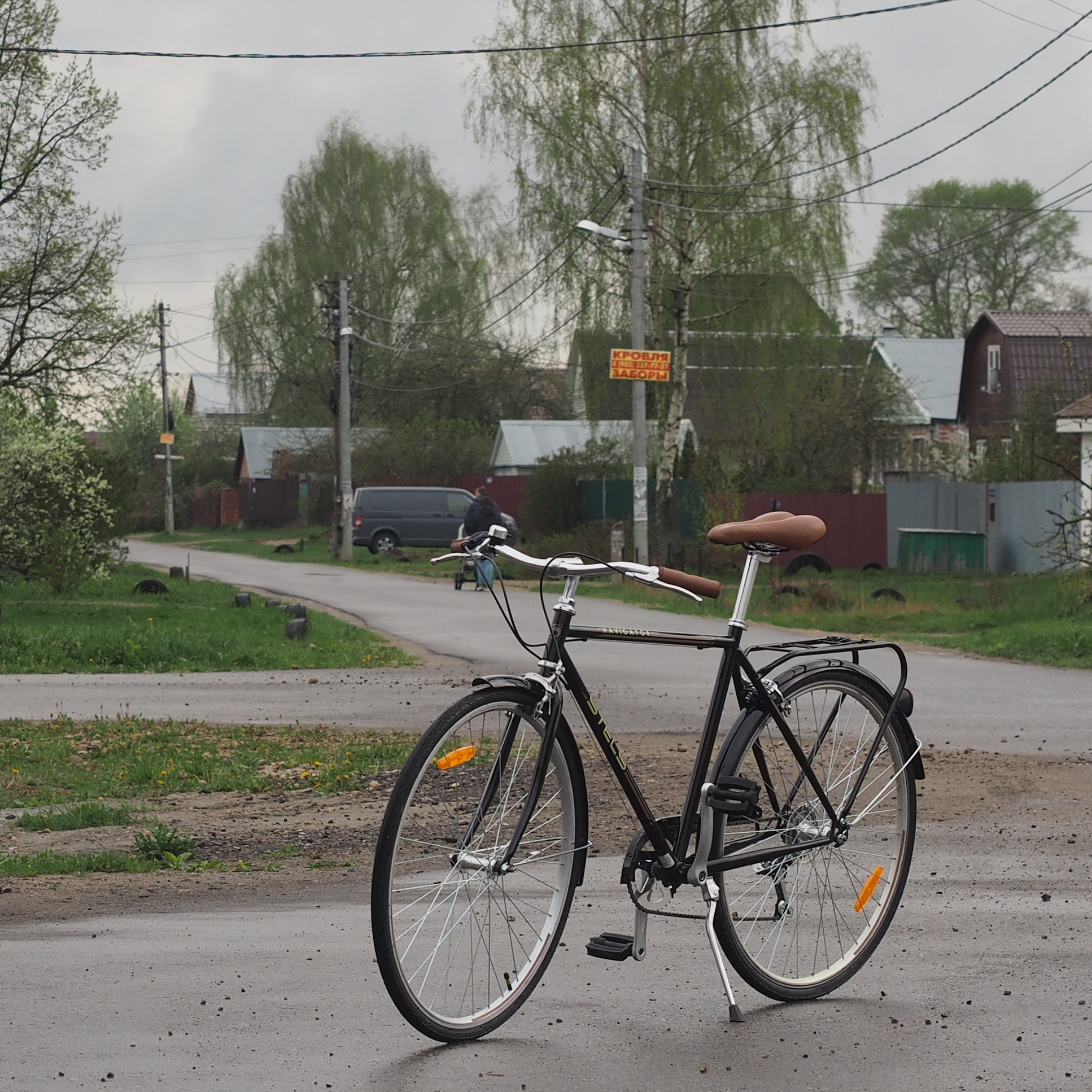
Городской велосипед Stels Navgator 360 Жуковского мотовелозавода, 2019 года выпуска

По сообщению журнала «Моторевю», «Веломоторс» выпустил квадроцикл собственной разработки в 2014 году. Новая модель квадроцикла получила название STELS ATV 600 LEOPARD. С 2013 года компания производит снегоход Stels S800 Росомаха собственной разработки с четырёхтактным двигателем жидкостного охлаждения и одиночной гусеницей шириной 60 см. Весной 2015 года завод в г. Жуковка Брянской области начал выпуск новой модели мощного квадроцикла STELS ATV GUEPARD 650 / 800 / 850см3 и снегохода STELS VIKING 600 с двухтактным двигателем . В СМИ в 2014 и 2015 годах появлялось много информации о новой мототехнике и поставках в Российскую Армию. С 2015г компания начала продажи своей продукции в страны Евросоюза и активно участвует в Международных мотосалонах.

## Комплектующие
У компании есть конструкторский отдел.
На заводах в Кубинке изготавливаются обод и колёса для велосипедов и производится сборка велосипедов из комплектующих. Часть комплектующих для велосипедов компания закупает в Китае, Тайване. Рамы (примерно 1/3 всех рам в 2015 году, но не алюминиевые), а также вилки, рулевые стойки и другие части велосипедов, снегокатов, мотовездеходов и снегоходов, выпускаемых «Веломоторс», производятся на заводе в Жуковке (Брянская область), также запущена линия по производству деталей из пластика и алюминиевых деталей, для двигателя, например опоры двигателя для снегохода, и подвески.
Производство алюминиевых рам планировалось открыть в Екатеринбурге, но от планов отказались, по официальному заявлению, из-за вступления России в ВТО и снижения пошлин на импортные велосипеды и мототехнику. В 2019 году было подписано соглашении о намерении инвестиций компании в бывший Крыловский веломотозавод в станице Крыловская Краснодарского края, на котором планируется открыть производство алюминиевых рам.

## Критика
В 2017 г. Роспотребнадзор сообщил о выявленных несоответствиях велосипедов марки Stels требованиям технического регламента Таможенного союза ТР ТС 007/2011 «О безопасности продукции, предназначенной для детей и подростков», а именно: расстояние по горизонтали между плоскостью симметрии велосипеда и внутренней торцевой поверхностью каждого поддерживающего ролика должно составлять не менее 175 мм, фактического расстояния по горизонтали между плоскостью симметрии велосипеда и внутренней торцевой поверхностью роликов.